# Roupie de l'Inde française
Pour les articles homonymes, voir Roupie.
La roupie de l'Inde française est l'ancienne monnaie de l'Inde française, de la fin du XVIIe siècle à 1954, remplacée par la roupie indienne.

## Histoire

### Monnaies de la Compagnie
Le Royaume de France développe ses premières possessions coloniales en Inde marathe sous la forme de comptoirs, à partir de 1668, d'abord par le biais de la Compagnie française des Indes orientales. Pour des raisons commerciales et donc de négoce, cette entreprise veut commencer d'y battre monnaie en s'inspirant du système monétaire local dominant, la roupie. Elle n'obtient ce droit qu'à partir de la fin des années 1700, grâce à un accord entre Zulfiqar Khan Nusrat Jung, ancien faujdar (commandant d'armes) du Carnatique, mir bakhshi (ministre moghol des armées) puis vice-roi du Deccan, et François Martin, premier gouverneur du comptoir de Pondichéry. D'autres ateliers monétaires existent, par exemple à Surate.
Les premières pièces sont en argent et en cuivre. La Compagnie frappe des fanons (பணம் (panam) en tamoul ; du sanskrit पण (paṇa)), qui rapidement sont imitées, ce qui entraîne d'importants problèmes. Le fanon est un multiple de la roupie d'argent, et dont le cours peut varier. Martin obtient ensuite le droit de battre monnaie en or : la première pagode vaut alors entre 3 et 5 roupies d'argent suivant le cours. Les monnaies en cuivre sont appelées doudou (துட்டு (tuṭṭu) en tamoul ; du canarais ದುಡ್ಡು (duḍḍu)) et cache (kāsu en tamoul et en télougou (காசு ; కాసు) ou kāśŭ en malayalam (കാശ്)). Les équivalences entre or, argent et cuivre variaient considérablement, et les transactions étaient assurées par des changeurs locaux, appelées saraffs. Mais cette première expérience monétaire échoue. Il faut attendre 1736 et un nouvel accord décroché par le gouverneur Pierre-Benoît Dumas auprès de l'empereur Muhammad Shâh pour que les émissions régulières recommencent.
Ces nouvelles pièces prennent différents types : la pagode possède à l'avers la représentation figurée d'une divinité, et au revers, un granulé avec au centre un croissant. Les autorités religieuses chrétiennes et musulmanes locales s'opposèrent, pour différentes raisons, à ce type de frappe ; le gouverneur retint alors la frappe, puis la relança. La roupie d'argent exprime généralement sur ces deux faces des motifs calligraphiés en arabe, avec parfois la lettre P, pour Pondichéry. Quant aux pièces en cuivre elles portent souvent le sceau du Royaume de France, la fleur de lys, et une couronne. On trouve des pièces de 1 fanon en argent pesant 1,4 g (1725-1760), qui semble avoir été la pièce la plus courante. Sous le règne du Shah Alam II (1759-1806), les Français sont autorisés à frapper des pièces de 1/4, 1/2 et 1 roupie en argent au nom du souverain. La roupie pèse alors 11,4 g d'argent. 
La Compagnie est liquidée par le gouvernement français en 1793 : pièces et titres négociables (cotés à la Bourse de Paris et pouvant avoir valeur de monnaie) sont démonétisés ou déclarés nuls.

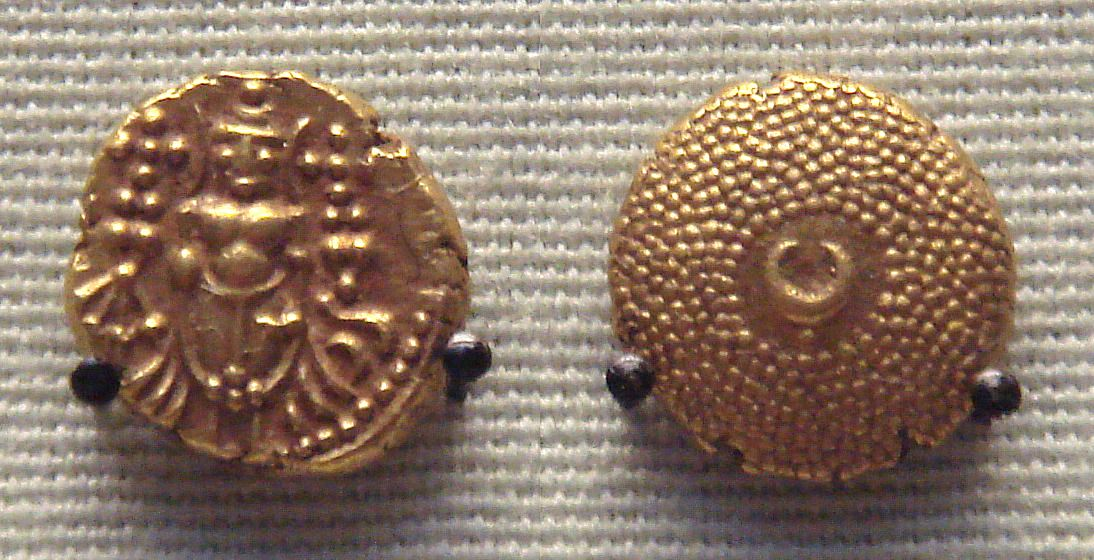
Pagode en or de la Compagnie, frappé à Pondichéry à partir de 1705.
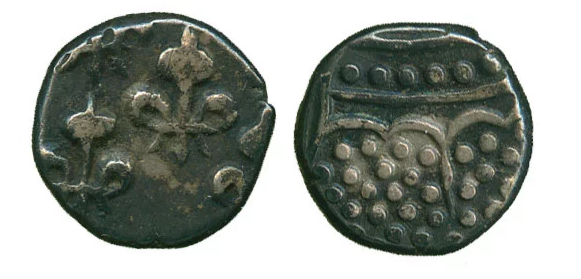
Fanon d'argent de la Compagnie, frappé à Pondichéry sous Louis XV.
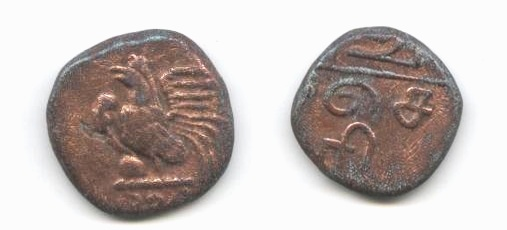
Pièce de 1 doudou en cuivre, au coq, frappée vers 1815-1835.

### Réforme

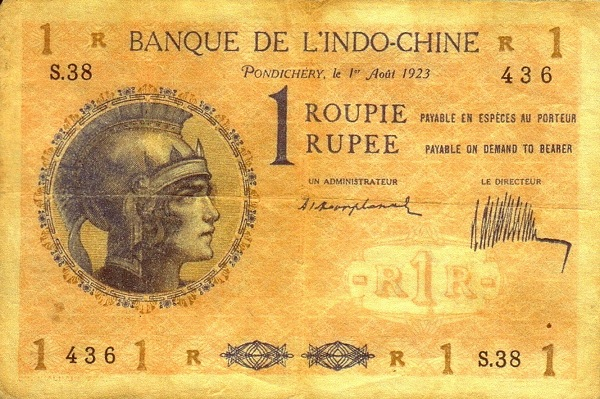
Billet de 1 roupie (avers, 1923) de la Banque de l'Indochine, bureau de Pondichéry, avec mentions en français et en anglais.

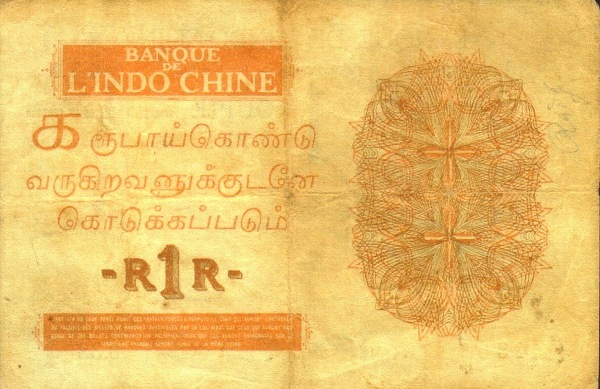
Même billet, au revers, avec des mentions en tamoul.

La monnaie de l'Inde française est réformée à partir de 1815 par le Gouvernement français, qui délègue cette administration au ministère des Colonies. La roupie française est égale à la roupie indienne et britannique. Le tableau ci-dessous exprime les équivalences entre les différentes sortes de pièces or, argent et cuivre et le franc français en 1843 :
| Pagode | Roupie | Fanon (panam) | Cache (kāsu) | Franc-or |
| ------ | ------ | ------------- | ------------ | -------- |
| 1      | 3.5    | 28            | 560          | 8,40     |
|        | 1      | 8             | 160          | 2,40     |
|        |        | 1             | 20           | 0,30     |
|        |        |               | 1            | 0,015    |

Des billets sont émis à partir du décret du 21 janvier 1875 par la banque de l'Indochine. Les concepteurs des premiers billets sont Alfred-Henri Bramtot et Georges Duval, la gravure est assurée par Ch. Wullschleger, des artistes travaillant déjà pour la Banque de France.
Le cours est alors stabilisé ainsi : 1 roupie = 8 fanons, 1 fanon = 3 doudous ou 20 caches. La roupie se négocie sur le marché des changes à 2,40 francs-or. Les pagodes ne circulent que rarement et sont thésaurisées.
Cette monnaie disparaît en novembre 1954, et les billets retirés de circulation en mai 1956, échangeables contre des roupies indiennes jusqu'en juillet 1962.

## Détails des billets
La banque de l'Indochine a émis cinq billets libellés en roupie à l'intention de l'Inde française .
| recto | Verso | Valeur     | Dimensions   | Tirage | Années    | Descriptif                 | Utilisation de la gravure sur d'autres billets                                   |
| ----- | ----- | ---------- | ------------ | ------ | --------- | -------------------------- | -------------------------------------------------------------------------------- |
|       |       | 10 roupies | 180 x 92 mm  |        | 1875-1919 | Neptune                    | billet de 5 dollars - 5 piastres indochinoise egalement 20 francs indochine      |
|       |       | 50 roupies | 207 x 118 mm |        | 1877-1915 | Des colonnes aux éléphants | Billet de 20 dollars - 20 piastres indochinoise egalement 100 francs indochinois |
|       |       | 1 roupie   | 122 x 80 mm  |        | 1919-1945 | Une femme casquée          | Aucune autre utilisation                                                         |
|       |       | 5 roupies  | 140 x 90 mm  |        | 1937      | Une femme casquée          | Billet de 5 piastres indochinoise                                                |
|       |       | 50 roupies | 215 x 145 mm |        | 1936-1945 | Joseph François Dupleix    | Billet de 100 piastres indochinoise                                              |